# William A. Wilson
William Albert Wilson, född 3 november 1914 i Los Angeles, död 5 december 2009 i Carmel-by-the-Sea, var en amerikansk affärsman och diplomat. Wilson var USA:s första ambassadör vid Heliga stolen mellan 1984 och 1986.